# Аристотел Оназис
Аристотел Оназис (грч. Αριστοτέλης Ωνάσης; Смирна, 15. јануар 1906 — Неји на Сени, 15. март 1975) је био грчки бродовласник и један од првих бродовласника у свету који је почео градњу бродова-танкера за превоз нафте, на чему је стекао огромно богатство. Познат и по дугогодишњој љубавној вези са оперском певачицом Маријом Калас и по женидби са Жаклином Кенеди, удовицом председника САД Џона Кенедија, убијеног 1963. године у Даласу.

## Младост
Рођен је у Измиру од оца Сократиса Оназиса и мајке Пенелопе Дологоу. Завршио је Евангеличку школу Смирне са 16 година. Говорио је 4 језика: турски, грчки, енглески и шпански.
Када је у Грчкој избио Грчко-турски рат (1919—1922), он и његова породица су избегли у Аргентину. У Аргентини је добио први посао као оператер у британској агенцији. За то време је завршавао студије које се тичу комерцијале. Сам је отворио фирму која се бави увозом и извозом цигарета.
Држављанство Аргентине је добио тек 1929. године. На крају је основао своју прву компанију за трговину бродова у Буенос Ајресу а касније је своје пословање проширио по САД.

## Пословање
Оназис је градио танкере и теретне бродове који је на крају премашио бројку од седамдесет бродова. Флота је функционисала под заставом погодности, заобилазећи законе и прописе земље власника који би штитили безбедносне стандарде и зараде и радне услове морнара. Оназисова флота имала је углавном панамске и либеријске заставе и пловила је без пореза, радећи уз веома ниске трошкове. Због тога је Оназис могао да оствари профит у свакој трансакцији, иако је наплаћивао једну од најнижих цена на тржишту трговачке морнарице. Почео је много да зарађује када је потписао уговоре са нафтним компанијама.
Висока профитабилност флоте у великој је мери приписана његовом непоштовању стандарда који нормално управљају међународним бродарством.
Године 1953. је у Монаку куповао деонице привредног друштва помоћу своје фронтовске организације. То друштво је држало коцкарнице, јахтинг клуб и хотеле. На тај начин се Оназис ослободио плаћања пореза јер је Монако био порески рај.
Монарх Монака, Реније III од Монака је поздрављао Оназиса и његово пословање у тој земљи. Њих двојица су касније ушли у сукоб с обзиром да су имали две различите визије — Оназис је хтео да држи елитну клијентелу у Монаку и тако зарађује а краљ Реније је желео да се земља усредсреди на туризам и довођење туриста. Како је Француска реаговала на овај начин пословања између Оназиса и Монака, Реније је ипак замолио Оназиса да гради хотеле како би умирили страсти. Касније је тај пројекат грађења хотела окончан и Реније је издао закон по којим се одобрава куповина акција и деоница привредног друштва где је Оназис имао мање од трећину акција. Да би избегао затвор, био је принуђен да прода све своје акције и то је назвао преваром. Након тог догађаја је напустио земљу.
У пословању са Саудијском Арабијом и превозом нафте, Оназис је изашао са казном коју је морао да плати. САД није верификовала овај посао и ФБИ је истраживао Оназиса те је био кажњен за превару и морао је да плати 7 милиона долара.
Бавио се и китоловом на обалама Перуа. Његова прва експедиција је донела нето добит од 4,5 милиона америчких долара. Престао је да се бави тиме када су новине The Norwegian Whaling Gazette избациле интервју са чланом посаде који је рекао да су китови убијани хладнокрвно и да су убијани углавном младунци. На крају је продао јапанској компанији своју опрему за китолов у вредности од 8 милиона долара.
Године 1956. је потписао уговор о пословању са грчком авио компанијом Olympic Airways. Следеће године је превезено 244.000 путника. Споразум је трајао до 10. децембра 1974. године, када су бројни фактори (низ штрајкова, недостатак путника, поскупљење горива и закон нове грчке владе који забрањује авио компанији да отпушта запослене) довели до тога да Оназис раскине свој уговор. Паул Јонидис, генерални директор је изјавио: Дубоко у себи, он се није хтео одрећи Olympic Airways— а. Сматрао је да је ласкаво да поседује авио-компанију. То је нешто због чега се дубоко поносио.

## Инвестиције
Оназис је учествовао у приватизацији грчке националне авио компаније и основао приватизовани Olympic Airways 1957. године. Залихе су представљале трећину његовог капитала, који се држао у нафтним компанијама у САД, Блиском истоку и Венецуели. Такође је имао додатне акције које су му осигурале контролу над 95 мултинационалних предузећа на пет континената. Поседовао је фабрике за прераду злата у Аргентини и Уругвају и имао је велики удео у авиокомпанији у Латинској Америци и инвестиције у Бразилу вредне четири милиона долара. Поседовао је и хемијску компанију у Персији; апартмане у Паризу, Лондону, Монте Карлу, Атини и Акапулку; замак у Јужној Француској; Olympic Tower на Менхетну; острво Скорпиос у Грчкој; луксузну јахту Кристина О и, на крају, депозитне рачуне и рачуне у благајнама у 217 банака широм света.

## Пројекат Омега
Током Грчке војне хунте, Оназис је најавио покретање Пројекта Омега, инвестиционог програма у износу од 400 милиона долара који је имао за циљ изградњу значајне индустријске инфраструктуре у Грчкој, укључујући рафинерију нафте и топионицу алуминијума. За такав пројекат је Оназис морао да има добре односе са тадашњим премијером Јоргос Пападопулосом. Зато је Оназис дао своју луксузну вилу њему на коришћење и куповао је његовој жени скупоцене хаљине. Пројекат је финансијски подржала америчка банка First National City, а Оназисове финансијски асистенти и економисти на крају су се уморили од неповољних услова које је он тражио. До неуспеха је делом дошло услед противљења утицајних људи унутар војне хунте и пројекат није реализован.

## Приватни живот
Када му је било 40 година, оженио се за седамнаестогодишњу Тину Ливанос, ћерку магната Ставроса Ливаноса. Имали су двоје деце, Александра и Кристину, по којој је назвао своју јахту касније. Године 1960. су се развели после много Оназисових афера и после јавне потврде да има везу са Маријом Калас.
Иако су били још увек у браковима, Марија и Оназис су били јако дуго у вези и нису се венчали.
Са Жаклином Кенеди се венчао 1968. године на његовом приватном острву Скорпиос у Грчкој. На острву се Жаклина фотографисала гола за папараце и те фотографије су једне од најскупљих и највреднијих на свету. Оназис је понудио Жаклин три милиона америчких долара да замени њен фонд упокојеног Кенедија, који би она изгубила јер се поновно удала. Оназисова ћерка Кристина јасно је ставила до знања да јој се не свиђа Жаклина, а након Александрове смрти, она је уверила свог оца да је Жаклина имала неку врсту проклетства због атентата на њеног мужа. Након Оназисове смрти, Кристина се нагодила са Жаклином за 25 милиона долара у замену да Жаклина не оспорава последњу вољу Оназиса.

## Смрт и наследство
Оназис је умро у Паризу 1975. године. Сахрањен је на острву Скорпиос у породичној гробници где почивају његова ћерка Кристина и његов син Александар.
Кристина је наследила острво Скорпиос а касније га је купио руски магнат Димитриј Риболовљев. Такође је наследила неке деонице које је касније остало њеној ћерки Атини која је у то време била једна од најбогатијих жена на свету. Жаклина Оназис је такође добила свој удео у имању, пријављених 10 милиона долара а 26 милиона долара према другим изворима.